# Marathonschaatsen 2023/2024
Het seizoen 2023/2024 in het marathonschaatsen begon op 21 oktober 2023 en duurt tot en met 3 maart 2024. 

## Algemeen
Het marathonseizoen bestaat uit een aantal competitie en individuele wedstrijden.
| Competitie/Wedstrijd             |                |
| -------------------------------- | -------------- |
| Marathon Cup                     | 15 wedstrijden |
| NK Marathon op kunstijs          | 1 wedstrijd    |
| Grand prix                       | 6 wedstrijden  |
| Open NK Marathon op natuurijs    | 1 wedstrijd    |
| De Staatsloterij Schaatsmarathon | 1 wedstrijd    |
| Schaatsmarathon op natuurijs     | 2 wedstrijden  |
| Klassiekers op natuurijs *       | 0 wedstrijden  |
| NK Marathon op natuurijs         | Niet verreden  |
| Elfstedentocht                   | Niet verreden  |

* Het aantal wedstrijden op natuurijs staat uiteraard niet van tevoren vast, aangezien dit afhankelijk is van de weersomstandigheden.
Van alle wedstrijden die in het seizoen gereden worden, wordt een marathon ranking opgemaakt. Deze laat zien welke rijders gedurende het seizoen het beste presteren over álle wedstrijden.
Daarnaast wordt er een klassement opgemaakt over de wedstrijden van de Marathon Cup. Ook van de Grand Prix-wedstrijden wordt een apart klassement bijgehouden.

Binnen het marathonschaatsen wordt er gereden in 4 divisies:
- Top-divisie mannen
- Top-divisie vrouwen
- Beloften mannen
- Beloften vrouwen

## Verloop

### Kunstijs
Het seizoen startte op 21 oktober met een wedstrijd om de Marathon Cup in Groningen. Voor het eerst sinds 46 jaar was dit de start van de schaatsmarathon in plaats van Amsterdam omdat de Jaap Edenbaan werd verbouwd. Daarom was er om de opening van de Jaap Edenbaan te vieren een speciale schaatsmarathon gehouden De Staatsloterij Schaatsmarathon Amsterdam en later in het seizoen werd er er nog gestreden om de traditionele Jaap Eden Trofee.

### Natuurijs
Vanwege de vorst in een groot deel van het land werd er gespeculeerd om op 9 januari een schaatsmarathon op natuurijs te houden. Winterswijk en Haaksbergen waren hiervoor kandidaten. De ijsmeester vond dat de ijsvloer in Winterswijk iets beter zou zijn dan Haaksbergen en daarom werd er in Winterswijk gereden. De dag daarna werd er besloten om op de ijsbaan in Noordlaren te rijden voor de tweede schaatsmarathon op natuurijs. Haaksbergen viel hierdoor opnieuw af.
De Grand Prix wedstrijden werden alle zes afgewerkt. Er waren dit seizoen geen Klassiekers op natuurijs. Ook werden de NK Marathon op natuurijs en de Elfstedentocht niet gehouden.

## Kalender[4]
| Datum       | Plaats      | Wedstrijd                                               | Competitie                                    | Categorieën | Categorieën | Categorieën | Categorieën | Categorieën |
| Datum       | Plaats      | Wedstrijd                                               | Competitie                                    | M           | V           | MB          | VB          | M           |
| ----------- | ----------- | ------------------------------------------------------- | --------------------------------------------- | ----------- | ----------- | ----------- | ----------- | ----------- |
| 21 oktober  | Groningen   | Marathon Cup 1; Bouwselect marathon                     | Daikin Marathon Cup                           | X           | X           | X           | X           |             |
| 28 oktober  | Utrecht     | Marathon Cup 2; Vechtsebanen Marathon                   | Daikin Marathon Cup                           | X           | X           | X           |             |             |
| 4 november  | Heerenveen  | Marathon Cup 3; Royal A-ware Marathon                   | Daikin Marathon Cup                           | X           | X           |             | X           |             |
| 11 november | Den Haag    | Marathon Cup 4; Uithof bokaal                           | Daikin Marathon Cup                           | X           | X           | X           | X           |             |
| 18 november | Haarlem     | Marathon Cup 5; Jan van der Hoorn Schaatssport Marathon | Daikin Marathon Cup                           | X           | X           | X           | X           |             |
| 26 november | Hoorn       | Marathon Cup 6; Sjoerd Huisman Bokaal/Wokke Marathon    | Daikin Marathon Cup                           | X           | X           | X           | X           |             |
| 9 december  | Deventer    | Marathon Cup 7; Van Wijnen Marathon                     | Daikin Marathon Cup                           | X           | X           | X           | X           |             |
| 16 december | Breda       | Marathon Cup 8; Club-assistent Brabantcup 1             | Daikin Marathon Cup Club-assistent Brabantcup | X           | X           |             | X           |             |
| 17 december | Amsterdam   | De Staatsloterij Schaatsmarathon Amsterdam              |                                               | X           | X           |             |             |             |
| 23 december | Groningen   | Marathon Cup 9                                          | Daikin Marathon Cup                           | X           | X           | X           |             |             |
| 1 januari   | Leeuwaarden | Nederlandse kampioenschappen marathon kunstijs          |                                               | X           | X           | X           | X           | X           |
| 6 januari   | Tilburg     | Marathon Cup 10; Club-assistent Brabantcup 2            | Daikin Marathon Cup Club-assistent Brabantcup | X           | X           |             | X           |             |
| 9 januari   | Winterswijk | Eerste schaatsmarathon op natuurijs                     | Vierdaagse natuurijs                          | X           | X           |             |             |             |
| 10 januari  | Noordlaren  | Tweede schaatsmarathon op natuurijs                     | Vierdaagse natuurijs                          | X           | X           |             |             |             |
| 13 januari  | Heerenveen  | Marathon Cup 11; Rein Zwart Bokaal                      | Daikin Marathon Cup                           | X           | X           | X           |             |             |
| 20 januari  | Eindhoven   | Maraton Cup 12; Club-assistent Brabantcup 3             | Daikin Marathon Cup Club-assistent Brabantcup | X           | X           | X           | X           |             |
| 25 januari  | Weissensee  | Grand Prix 1; Aart Koopmans Memorial                    | Grand Prix                                    | X           | X           |             |             |             |
| 27 januari  | Weissensee  | Open Nederlands kampioenschap Marathon natuurijs        |                                               | X           | X           |             |             | X           |
| 29 januari  | Weissensee  | Grand Prix 2                                            | Grand Prix                                    | X           | X           |             |             |             |
| 31 januari  | Weissensee  | Grand Prix 3; Alternatieve Elfstedentocht Weissensee    | Grand Prix                                    | X           | X           |             |             |             |
| 10 februari | Alkmaar     | Marathon Cup 13                                         | Daikin Marathon Cup                           | X           | X           | X           |             |             |
| 17 februari | Amsterdam   | Marathon Cup 14; Jaap Eden Trofee                       | Daikin Marathon Cup                           | X           | X           | X           | X           |             |
| 22 februari | Luleå       | Grand Prix 4; LKAB Marathon                             | Grand Prix                                    | X           | X           |             |             |             |
| 24 februari | Luleå       | Grand Prix 5; LKAB Sprint                               | Grand Prix                                    | X           | X           |             |             |             |
| 25 februari | Luleå       | Grand Prix 6; LKAB Sea Ice Classic                      | Grand Prix                                    | X           | X           |             |             |             |
| 3 maart     | Leeuwaarden | Marathon Cup 15; finale                                 | Daikin Marathon Cup                           | X           | X           | X           | X           |             |

## Uitslagen

### Top-divisie Mannen
| Datum       | Plaats      | Onderdeel               | Eerste            | Tweede               | Derde              |
| ----------- | ----------- | ----------------------- | ----------------- | -------------------- | ------------------ |
| 21 oktober  | Groningen   | Marathon Cup 1          | Harm Visser       | Bart Swings          | Bart Hoolwerf      |
| 28 oktober  | Utrecht     | Marathon Cup 2          | Daan Gelling      | Ronald Kruijer       | Casper de Gier     |
| 4 november  | Heerenveen  | Marathon Cup 3          | Harm Visser       | Luc ter Haar         | Sjoerd den Hertog  |
| 11 november | Den Haag    | Marathon Cup 4          | Harm Visser       | Sjoerd den Hertog    | Evert Hoolwerf     |
| 18 november | Haarlem     | Marathon Cup 5          | Harm Visser       | Sjoerd den Hertog    | Evert Hoolwerf     |
| 26 november | Hoorn       | Marathon Cup 6          | Bart Swings       | Harm Visser          | Evert Hoolwerf     |
| 9 december  | Deventer    | Marathon Cup 7          | Harm Visser       | Christiaan Haasjes   | Sjoerd den Hertog  |
| 16 december | Breda       | Marathon Cup 8          | Harm Visser       | Bart Swings          | Evert Hoolwerf     |
| 17 december | Amsterdam   | Staatsloterij Amsterdam | Bart Swings       | Harm Visser          | Daan Gelling       |
| 23 december | Groningen   | Marathon Cup 9          | Bart Swings       | Harm Visser          | Luc ter Haar       |
| 1 januari   | Leeuwaarden | NK kunstijs             | Luc ter Haar      | Evert Hoolwerf       | Christiaan Haasjes |
| 6 januari   | Tilburg     | Marathon Cup 10         | Evert Hoolwerf    | Robert Post          | Christian Haasjes  |
| 9 januari   | Winterswijk | Vierdaagse natuurijs 1  | Harm Visser       | Christiaan Haasjes   | Peter Michael      |
| 10 januari  | Noordlaren  | Vierdaagse natuurijs 2  | Evert Hoolwerf    | Jordy Harink         | Harm Visser        |
| 13 januari  | Heerenveen  | Marathon Cup 11         | Tjerk de Boer     | Robert Post          | Jeroen Janissen    |
| 20 januari  | Eindhoven   | Maraton Cup 12          | Harm Visser       | Tjerk de Boer        | Evert Hoolwerf     |
| 25 januari  | Weissensee  | Grand Prix 1            | Jeroen Janissen   | Daan Gelling         | Remco Stam         |
| 27 januari  | Weissensee  | ONK natuurijs           | Daan Gelling      | Chiel Smit           | Ronald Haasjes     |
| 29 januari  | Weissensee  | Grand Prix 2            | Harm Visser       | Evert Hoolwerf       | Crispijn Ariëns    |
| 31 januari  | Weissensee  | Grand Prix 3            | Christian Haasjes | Stefan Wolffenbuttel | Crispijn Ariëns    |
| 10 februari | Alkmaar     | Marathon Cup 13         | Harm Visser       | Luc ter Haar         | Tjerk de Boer      |
| 17 februari | Amsterdam   | Marathon Cup 14         | Crispijn Ariëns   | Luc ter Haar         | Harm Visser        |
| 22 februari | Luleå       | Grand Prix 4            | Jordy Harink      | Luc ter Haar         | Crispijn Ariëns    |
| 24 februari | Luleå       | Grand Prix 5            | Evert Hoolwerf    | Daan Gelling         | Kevin Hoekstra     |
| 25 februari | Luleå       | Grand Prix 6            | Gary Hekman       | Homme Jan de Groot   | Niels Overvoorde   |
| 3 maart     | Leeuwaarden | Marathon Cup 15         | Harm Visser       | Luc ter Haar         | Bart Hoolwerf      |

| Eindklassement            | Eerste                          | Tweede            | Derde             |
| ------------------------- | ------------------------------- | ----------------- | ----------------- |
| KNSB Cup                  | Harm Visser                     | Luc ter Haar      | Sjoerd den Hertog |
| KNSB Cup jongeren         | Harm Visser                     | Daan Gelling      | Christian Haasjes |
| KNSB Cup ploegen          | Bouwselect / De Haan Westerhoff | Royal A-ware      | OKAY/Interfarms   |
| Grand Prx                 | Jeroen Janissen                 | Christian Haasjes | Crispijn Ariëns   |
| Club-assistent Brabantcup | Evert Hoolwerf                  | Harm Visser       | Christian Haasjes |
| Vierdaagse natuurijs      | Harm Visser                     | Christian Haasjes | Niels Overvoorde  |

### Top-divisie Vrouwen
| Datum       | Plaats      | Onderdeel               | Eerste             | Tweede               | Derde                     |
| ----------- | ----------- | ----------------------- | ------------------ | -------------------- | ------------------------- |
| 21 oktober  | Groningen   | Marathon Cup 1          | Marijke Groenewoud | Irene Schouten       | Kim Talsma                |
| 28 oktober  | Utrecht     | Marathon Cup 2          | Irene Schouten     | Elsemieke van Maaren | Eline Jansen              |
| 4 november  | Heerenveen  | Marathon Cup 3          | Irene Schouten     | Marijke Groenewoud   | Kim Talsma                |
| 11 november | Den Haag    | Marathon Cup 4          | Marijke Groenewoud | Arianna Pruisscher   | Elsemieke van Maaren      |
| 18 november | Haarlem     | Marathon Cup 5          | Bente Kerkhoff     | Iris van der Stelt   | Tessa Snoek               |
| 26 november | Hoorn       | Marathon Cup 6          | Esther Kiel        | Maaike Verweij       | Elsemieke van Maaren      |
| 9 december  | Deventer    | Marathon Cup 7          | Ineke Dedden       | Maaike Verweij       | Iris van der Stelt        |
| 16 december | Breda       | Marathon Cup 8          | Arianna Pruisscher | Marijke Groenewoud   | Esther Kiel               |
| 17 december | Amsterdam   | Staatsloterij Amsterdam | Irene Schouten     | Marijke Groenewoud   | Maaike Verweij            |
| 23 december | Groningen   | Marathon Cup 9          | Irene Schouten     | Esther Kiel          | Arianna Pruisscher        |
| 1 januari   | Leeuwaarden | NK kunstijs             | Irene Schouten     | Maaike Verweij       | Femke Mossinkoff          |
| 6 januari   | Tilburg     | Marathon Cup 10         | Irene Schouten     | Esther Kiel          | Lianne van Loon           |
| 9 januari   | Winterswijk | Vierdaagse natuurijs 1  | Marijke Groenewoud | Esther Kiel          | Kim Talsma                |
| 10 januari  | Noordlaren  | Vierdaagse natuurijs 2  | Marijke Groenewoud | Lianne van Loon      | Esther Kiel               |
| 13 januari  | Heerenveen  | Marathon Cup 11         | Marijke Groenewoud | Irene Schouten       | Esther Kiel               |
| 20 januari  | Eindhoven   | Maraton Cup 12          | Esther Kiel        | Tessa Snoek          | Lianne van Loon           |
| 25 januari  | Weissensee  | Grand Prix 1            | Beau Wagemaker     | Elsemieke van Maaren | Merel Bosma               |
| 27 januari  | Weissensee  | ONK natuurijs           | Merel Bosma        | Elsemieke van Maaren | Ineke Dedden              |
| 29 januari  | Weissensee  | Grand Prix 2            | Ineke Dedden       | Merel Bosma          | Tessa Snoek               |
| 31 januari  | Weissensee  | Grand Prix 3            | Tessa Snoek        | Arianna Pruisscher   | Carla Ketellapper-Zielman |
| 10 februari | Alkmaar     | Marathon Cup 13         | Lianne van Loon    | Esther Kiel          | Sofia Schilder            |
| 17 februari | Amsterdam   | Marathon Cup 14         | Ineke Dedden       | Evi Gelling          | Elsemieke van Maaren      |
| 22 februari | Luleå       | Grand Prix 4            | Tessa Snoek        | Merel Bosma          | Beau Wagemaker            |
| 24 februari | Luleå       | Grand Prix 5            | Esther Kiel        | Tessa Snoek          | Merel Bosma               |
| 25 februari | Luleå       | Grand Prix 6            | Esther Kiel        | Femke Mossinkoff     | Tessa Snoek               |
| 3 maart     | Leeuwaarden | Marathon Cup 15         | Irene Schouten     | Esther Kiel          | Elsemieke van Maaren      |

| Eindklassement            | Eerste               | Tweede             | Derde                               |
| ------------------------- | -------------------- | ------------------ | ----------------------------------- |
| KNSB Cup                  | Elsemieke van Maaren | Esther Kiel        | Irene Schouten                      |
| KNSB Cup jongeren         | Maaike Verweij       | Sofia Schilder     | Femke Mossinkoff                    |
| KNSB Cup ploegen          | BDM-BTZ              | PMG Bakker         | VGR Sport / Vreugdenhil Dairy Foods |
| Grand Prx                 | Tessa Snoek          | Merel Bosma        | Beau Wagemaker                      |
| Club-assistent Brabantcup | Esther Kiel          | Arianna Pruisscher | Tessa Snoek                         |
| Vierdaagse natuurijs      | Marijke Groenewoud   | Esther Kiel        | Lianne van Loon                     |

### Beloften Mannen
| Datum       | Plaats      | Onderdeel       | Eerste              | Tweede              | Derde                     |
| ----------- | ----------- | --------------- | ------------------- | ------------------- | ------------------------- |
| 21 oktober  | Groningen   | Marathon Cup 1  | Wisse Slendebroek   | Daan Berkhout       | Joost de Jong             |
| 28 oktober  | Utrecht     | Marathon Cup 2  | Jorian ten Cate     | Wisse Slendebroek   | Sipke Sijtsema            |
| 11 november | Den Haag    | Marathon Cup 4  | Wisse Slendebroek   | Ivo de la Porte     | Colin James Duivenvoorden |
| 18 november | Haarlem     | Marathon Cup 5  | Wisse Slendebroek   | Ivo de la Porte     | Colin James Duivenvoorden |
| 26 november | Hoorn       | Marathon Cup 6  | Wisse Slendebroek   | Giovanni Trébouta   | Jesse Vollaard            |
| 9 december  | Deventer    | Marathon Cup 7  | Wisse Slendebroek   | Bram Kras           | Chris Berkhout            |
| 23 december | Groningen   | Marathon Cup 9  | Jorian ten Cate     | Wisse Slendebroek   | Chris Berkhout            |
| 1 januari   | Leeuwaarden | NK kunstijs     | Jesse Vollaard      | Roy Hoogendoorn     | Melle Brouwer             |
| 13 januari  | Heerenveen  | Marathon Cup 11 | Colin Duivenvoorden | Gert-Jan van Diepen | Kevin van der Horst       |
| 20 januari  | Eindhoven   | Maraton Cup 12  | Jorian ten Cate     | Colin Duivenvoorden | Chris Berkhout            |
| 10 februari | Alkmaar     | Marathon Cup 13 | Giovanni Trébouta   | Hylke de Boer       | Wisse Slendebroek         |
| 17 februari | Amsterdam   | Marathon Cup 14 | Wisse Slendebroek   | Giovanni Trébouta   | Jorian ten Cate           |
| 3 maart     | Leeuwaarden | Marathon Cup 15 | Jorian ten Cate     | Bram Kras           | Daan Berkhout             |

| Eindklassement    | Eerste                | Tweede         | Derde           |
| ----------------- | --------------------- | -------------- | --------------- |
| KNSB Cup          | Wisse Slendebroek     | Daan Berkhout  | Jorian ten Cate |
| KNSB Cup jongeren | Wisse Slendebroek     | Daan Berkhout  | Jorian ten Cate |
| KNSB Cup ploegen  | Van Ramshorst Renault | Wokke Vastgoed | OKAY/Interfarms |

### Beloften Vrouwen
| Datum       | Plaats      | Onderdeel       | Eerste             | Tweede              | Derde               |
| ----------- | ----------- | --------------- | ------------------ | ------------------- | ------------------- |
| 21 oktober  | Groningen   | Marathon Cup 1  | Gioya Lancee       | Lidia Tempert       | Vera van Ditshuizen |
| 4 november  | Heerenveen  | Marathon Cup 3  | Jet Fransen        | Maaike Koelewijn    | Anna Marit Sybrandi |
| 11 november | Den Haag    | Marathon Cup 4  | Lidia Tempert      | Vera van Ditshuizen | Maaike Koelewijn    |
| 18 november | Haarlem     | Marathon Cup 5  | Lidia Tempert      | Vera van Ditshuizen | Maaike Koelewijn    |
| 26 november | Hoorn       | Marathon Cup 6  | Gioya Lancee       | Nikki Noordergraaf  | Anna Marit Sybrandi |
| 9 december  | Deventer    | Marathon Cup 7  | Nikki Noordergraaf | Jet Fransen         | Eline Cox           |
| 16 december | Breda       | Marathon Cup 8  | Eline Cox          | Manon Gremmen       | Britt van Wees      |
| 1 januari   | Leeuwaarden | NK kunstijs     | Eline van Voorden  | Yael Prenger        | Jet Fransen         |
| 6 januari   | Tilburg     | Marathon Cup 10 | Gioya Lancee       | Jet Fransen         | Anna Marit Sybrandi |
| 20 januari  | Eindhoven   | Maraton Cup 12  | Maaike Koelewijn   | Jet Fransen         | Mayke Vriesinga     |
| 17 februari | Amsterdam   | Marathon Cup 14 | Gioya Lancee       | Iris Tiben          | Mayke Vriesinga     |
| 3 maart     | Leeuwaarden | Marathon Cup 15 | Gioya Lancee       | Jet Fransen         | Maaike Koelewijn    |

| Eindklassement    | Eerste         | Tweede           | Derde               |
| ----------------- | -------------- | ---------------- | ------------------- |
| KNSB Cup          | Jet Fransen    | Maaike Koelewijn | Gioya Lancee        |
| KNSB Cup jongeren | Jet Fransen    | Maaike Koelewijn | Anna Marit Sybrandi |
| KNSB Cup ploegen  | Fortune Coffee | Wokke Vastgoed   | Boltrics            |

## Eindklassementen

### KNSB Cup
Top-divisie mannen
| Algemene stand | Algemene stand    | Algemene stand | Algemene stand                  | Algemene stand |
| Nr.            | Naam              | Nationaliteit  | Ploeg                           | Punten         |
| -------------- | ----------------- | -------------- | ------------------------------- | -------------- |
| 1              | Harm Visser       | Nederland      | Jumbo-Visma                     | 350,9          |
| 2              | Luc ter Haar      | Nederland      | Bouwselect / De Haan Westerhoff | 245            |
| 3              | Sjoerd den Hertog | Nederland      | Royal A-ware                    | 224            |
| 4              | Jeroen Janissen   | Nederland      | OKAY/Interfarms                 | 194            |
| 5              | Evert Hoolwerf    | Nederland      | Team Reggeborgh                 | 181,1          |
| 6              | Daan Gelling      | Nederland      | Royal A-ware                    | 175,1          |
| 7              | Christian Haasjes | Nederland      | Bouwselect / De Haan Westerhoff | 157            |
| 8              | Jordy Harink      | Nederland      | Royal A-ware                    | 142            |
| 9              | Roel Boek         | Nederland      | Port of Amsterdam / SKITS       | 142            |
| 10             | Tjerk de Boer     | Nederland      | Royal A-ware                    | 137,1          |

Top-divisie vrouwen
| Algemene stand | Algemene stand         | Algemene stand | Algemene stand                      | Algemene stand |
| Nr.            | Naam                   | Nationaliteit  | Ploeg                               | Punten         |
| -------------- | ---------------------- | -------------- | ----------------------------------- | -------------- |
| 1              | Elsemieke van Maaren   | Nederland      | BDM / BTZ                           | 251            |
| 2              | Esther Kiel            | Nederland      | BDM / BTZ                           | 217,2          |
| 3              | Irene Schouten         | Nederland      | Team Albert Heijn Zaanlander        | 209,5          |
| 4              | Tessa Snoek            | Nederland      | VGR Sport / Vreugdenhil Dairy Foods | 183            |
| 5              | Marijke Groenewoud     | Nederland      | Team Albert Heijn Zaanlander        | 167,3          |
| 6              | Arianna Pruisscher     | Nederland      | Team Albert Heijn Zaanlander        | 164,1          |
| 7              | Loesanne van der Geest | Nederland      | PMG Bakker                          | 163            |
| 8              | Maaike Verweij         | Nederland      | Team Albert Heijn Zaanlander        | 140            |
| 9              | Beau Wagemaker         | Nederland      | PMG Bakker                          | 138            |
| 10             | Lianne van Loon        | Nederland      | KNSB Inline Selectie                | 137,1          |

Beloften mannen
| Algemene stand | Algemene stand      | Algemene stand | Algemene stand                  | Algemene stand |
| Nr.            | Naam                | Nationaliteit  | Ploeg                           | Punten         |
| -------------- | ------------------- | -------------- | ------------------------------- | -------------- |
| 1              | Wisse Slendebroek   | Nederland      | OKAY/Interfarms                 | 212,5          |
| 2              | Daan Berkhout       | Nederland      | Team Reggeborgh                 | 171            |
| 3              | Jorian ten Cate     | Nederland      | OKAY/Interfarms                 | 149,4          |
| 4              | Jasper Tinga        | Nederland      | Douma Staal                     | 115            |
| 5              | Hylke de Boer       | Nederland      | Bouwselect / De Haan Westerhoff | 115            |
| 6              | Jesse Vollaard      | Nederland      | Vector                          | 114            |
| 7              | Chris Berkhout      | Nederland      | Van Ramshorst Renault           | 95             |
| 8              | Simon de Smit       | Nederland      | Vecter                          | 89             |
| 9              | Matthé Pronk        | Nederland      | SKITS                           | 65             |
| 10             | Colin Duivenvoorden | Nederland      | Douma Staal                     | 64,1           |

Beloften vrouwen
| Algemene stand | Algemene stand      | Algemene stand | Algemene stand                      | Algemene stand |
| Nr.            | Naam                | Nationaliteit  | Ploeg                               | Punten         |
| -------------- | ------------------- | -------------- | ----------------------------------- | -------------- |
| 1              | Jet Fransen         | Nederland      | Wokke Vastgoed                      | 180,1          |
| 2              | Maaike Koelewijn    | Nederland      | Fortune Coffee                      | 171,1          |
| 3              | Gioya Lancee        | Nederland      | BDM / BTZ                           | 162,5          |
| 4              | Anna Marit Sybrandi | Nederland      | Boltrics                            | 158            |
| 5              | Iris Tiben          | Nederland      | Wokke Vastgoed                      | 151            |
| 6              | Mayke Vriesinga     | Nederland      |                                     | 150            |
| 7              | Manon Gremmen       | Nederland      | Husqvarna / Praktijk Centrum Bomen  | 139,1          |
| 8              | Lidia Tempert       | Nederland      | Boltrics                            | 131,1          |
| 9              | Eline Cox           | Nederland      |                                     | 90,1           |
| 10             | Liset Speelman      | Nederland      | Speelman / Exclusief Vastgoedbeheer | 81             |

### KNSB Cup jongeren
Top-divisie mannen
| Algemene stand | Algemene stand    | Algemene stand | Algemene stand                  | Algemene stand |
| Nr.            | Naam              | Nationaliteit  | Ploeg                           | Totaal         |
| -------------- | ----------------- | -------------- | ------------------------------- | -------------- |
| 1              | Harm Visser       | Nederland      | Jumbo-Visma                     | 350,9          |
| 2              | Daan Gelling      | Nederland      | Royal A-ware                    | 175,1          |
| 3              | Christian Haasjes | Nederland      | Bouwselect / De Haan Westerhoff | 157            |
| 4              | Lars Woelders     | Nederland      | OKAY/Interfarms                 | 58             |
| 5              | Gert Wierda       | Nederland      | Royal A-ware                    | 57             |
| 6              | Remco Stam        | Nederland      | Jumbo-Visma                     | 45             |
| 7              | Wisse Slendebroek | Nederland      | OKAY/Interfarms                 | 36             |
| 8              | Jorian ten Cate   | Nederland      | OKAY/Interfarms                 | 22             |
| 9              | Germain Deschamps | Frankrijk      | Team Novus                      | 20             |
| 10             | Beau Snellink     | Nederland      |                                 | 19             |

Top-divisie vrouwen
| Algemene stand | Algemene stand    | Algemene stand | Algemene stand                | Algemene stand |
| Nr.            | Naam              | Nationaliteit  | Ploeg                         | Totaal         |
| -------------- | ----------------- | -------------- | ----------------------------- | -------------- |
| 1              | Maaike Verweij    | Nederland      | Team Albert Heijn Zaanlander  | 140            |
| 2              | Sofia Schilder    | Nederland      | Van Ramshorst Renault         | 105            |
| 3              | Femke Mossinkoff  | Nederland      | Van Ramshorst Renault         | 95             |
| 4              | Evi Gelling       | Nederland      | Turner                        | 83             |
| 5              | Hilde Noppert     | Nederland      | Bouwbedrijf de Vries          | 67             |
| 6              | Patricia Koot     | Nederland      | KNSB Inline Selectie          | 62             |
| 7              | Kim Talsma        | Nederland      | Bouwbedrijf de Vries          | 61             |
| 8              | Veerle van Koppen | Nederland      | Gewest Fryslan-Victron Energy | 60             |
| 9              | Bente Kerkhoff    | Nederland      | Team Albert Heijn Zaanlander  | 57,1           |
| 10             | Eline Jansen      | Nederland      | Van Ramshorst Renault         | 51             |

Beloften mannen
| Algemene stand | Algemene stand      | Algemene stand | Algemene stand                  | Algemene stand |
| Nr.            | Naam                | Nationaliteit  | Ploeg                           | Totaal         |
| -------------- | ------------------- | -------------- | ------------------------------- | -------------- |
| 1              | Wisse Slendebroek   | Nederland      | OKAY/Interfarms                 | 212,5          |
| 2              | Daan Berkhout       | Nederland      | Team Reggeborgh                 | 171            |
| 3              | Jorian ten Cate     | Nederland      | OKAY/Interfarms                 | 149,4          |
| 4              | Jasper Tinga        | Nederland      | Douma Staal                     | 115            |
| 5              | Hylke de Boer       | Nederland      | Bouwselect / De Haan Westerhoff | 115            |
| 6              | Jesse Vollaard      | Nederland      | Vector                          | 114            |
| 7              | Chris Berkhout      | Nederland      | Van Ramshorst Renault           | 95             |
| 8              | Simon de Smit       | Nederland      | Vecter                          | 89             |
| 9              | Matthé Pronk        | Nederland      | SKITS                           | 65             |
| 10             | Colin Duivenvoorden | Nederland      | Douma Staal                     | 64,1           |

Beloften vrouwen
| Algemene stand | Algemene stand         | Algemene stand | Algemene stand                      | Algemene stand |
| Nr.            | Naam                   | Nationaliteit  | Ploeg                               | Totaal         |
| -------------- | ---------------------- | -------------- | ----------------------------------- | -------------- |
| 1              | Jet Fransen            | Nederland      | Wokke Vastgoed                      | 180,1          |
| 2              | Maaike Koelewijn       | Nederland      | Fortune Coffee                      | 171,1          |
| 3              | Anna Marit Sybrandi    | Nederland      | Boltrics                            | 158            |
| 4              | Iris Tiben             | Nederland      | Wokke Vastgoed                      | 151            |
| 5              | Mayke Vriesinga        | Nederland      |                                     | 150            |
| 6              | Liset Speelman         | Nederland      | Speelman / Exclusief Vastgoedbeheer | 81             |
| 7              | Vera van Ditshuizen    | Nederland      | De Vechtsebanen                     | 80             |
| 8              | Esmée Brommer          | Nederland      | PGM Bakker                          | 68             |
| 9              | Kaat van Steekelenburg | Nederland      | Fortune Coffee                      | 62             |
| 10             | Nikki Noordergraaf     | Nederland      |                                     | 60,1           |

### KNSB Cup ploegen
Top-divisie mannen
| Algemene stand | Algemene stand                  | Algemene stand |
| Nr.            | Ploeg                           | Totaal         |
| -------------- | ------------------------------- | -------------- |
| 1              | Bouwselect / De Haan Westerhoff | 2706           |
| 2              | Royal A-ware                    | 2700           |
| 3              | OKAY/Interfarms                 | 2565           |
| 4              | Team Reggeborgh                 | 2440           |
| 5              | Sprog                           | 2426           |
| 6              | Jumbo-Visma                     | 2342           |
| 7              | VGR Sport / Mechan Groep        | 1855           |
| 8              | Sportchaletviehhofen.at         | 1718           |
| 9              | Port of Amsterdam / SKITS       | 1689           |
| 10             | A6.nl / KMC                     | 1421           |

Top-divisie vrouwen
| Algemene stand | Algemene stand                      | Algemene stand |
| Nr.            | Ploeg                               | Totaal         |
| -------------- | ----------------------------------- | -------------- |
| 1              | BDM-BTZ                             | 3198           |
| 2              | PMG Bakker                          | 2515           |
| 3              | VGR Sport / Vreugdenhil Dairy Foods | 2298           |
| 4              | Team Albert Heijn Zaanlander        | 2276           |
| 5              | Team OCRE                           | 2060           |
| 6              | Turner                              | 1998           |
| 7              | Van Ramshorst Renault               | 1979           |
| 8              | Wokke Vastgoed                      | 1524           |
| 9              | Vangnet                             | 1244           |
| 10             | Bouwbedrijf de Vries                | 1030           |

Beloften mannen
| Algemene stand | Algemene stand                     | Algemene stand |
| Nr.            | Ploeg                              | Totaal         |
| -------------- | ---------------------------------- | -------------- |
| 1              | Van Ramshorst Renault              | 571,5          |
| 2              | Wokke Vastgoed                     | 537,5          |
| 3              | OKAY/Interfarms                    | 482,5          |
| 4              | Speelman / Exclusief Vastgoedbehee | 408,5          |
| 5              | Traumeel Gel                       | 402,5          |
| 6              | Douma Staal                        | 369,5          |
| 7              | Forte Sportswear                   | 355,5          |
| 8              | Ormer ICT                          | 347            |
| 9              | Vector                             | 311,5          |
| 10             | Bouwselect / De Haan Westerhoff    | 228            |

Beloften vrouwen
| Algemene stand | Algemene stand                      | Algemene stand |
| Nr.            | Ploegen                             | Totaal         |
| -------------- | ----------------------------------- | -------------- |
| 1              | Fortune Coffee                      | 526,5          |
| 2              | Wokke Vastgoed                      | 525            |
| 3              | Boltrics                            | 478,5          |
| 4              | Vector                              | 446            |
| 5              | Speelman / Exclusief Vastgoedbeheer | 428            |
| 6              | Gewest Fryslan-Victron Energy       | 366            |
| 7              | Husqvarna / Praktijk Centrum Bomen  | 318,5          |
| 8              | The B team                          | 264,5          |
| 9              | Haak                                | 244,5          |
| 10             | Leontienhuis                        | 218,5          |

### KNSB Cup Grand prix
Mannen
| Algemene stand | Algemene stand       | Algemene stand | Algemene stand                  | Algemene stand |
| Nr.            | Naam                 | Nationaliteit  | Ploeg                           | Totaal         |
| -------------- | -------------------- | -------------- | ------------------------------- | -------------- |
| 1              | Jeroen Janissen      | Nederland      | OKAY/Interfarms                 | 106,1          |
| 2              | Christian Haasjes    | Nederland      | Bouwselect / De Haan Westerhoff | 100,1          |
| 3              | Crispijn Ariëns      | Nederland      | Team Reggeborgh                 | 84             |
| 4              | Luc ter Haar         | Nederland      | Bouwselect / De Haan Westerhoff | 83             |
| 5              | Daan Gelling         | Nederland      | Royal A-ware                    | 77             |
| 6              | Jordy Harink         | Nederland      | Royal A-ware                    | 75,1           |
| 7              | Homme Jan de Groot   | Nederland      | Bouwselect / De Haan Westerhoff | 73             |
| 8              | Stefan Wolffenbuttel | Nederland      | OKAY/Interfarms                 | 73             |
| 9              | Marco van der Tuin   | Nederland      | A6.nl / KMC                     | 68             |
| 10             | Niels Overvoorde     | Nederland      | Sportchaletviehhofen.at         | 64             |

Vrouwen
| Algemene stand | Algemene stand            | Algemene stand | Algemene stand                      | Algemene stand |
| Nr.            | Naam                      | Nationaliteit  | Ploeg                               | Totaal         |
| -------------- | ------------------------- | -------------- | ----------------------------------- | -------------- |
| 1              | Tessa Snoek               | Nederland      | VGR Sport / Vreugdenhil Dairy Foods | 156,2          |
| 2              | Merel Bosma               | Nederland      | BDM-BTZ                             | 144            |
| 3              | Beau Wagemaker            | Nederland      | PMG Bakker                          | 131,1          |
| 4              | Esther Kiel               | Nederland      | BDM / BTZ                           | 90,2           |
| 5              | Ineke Dedden              | Nederland      | BDM-BTZ                             | 86,1           |
| 6              | Elsemieke van Maaren      | Nederland      | BDM / BTZ                           | 84             |
| 7              | Femke Mossinkoff          | Nederland      | Haak powered by OCRE                | 74             |
| 8              | Janne Berkhout            | Nederland      | Van Ramshorst Renault               | 65             |
| 9              | Maaike Verweij            | Nederland      | Team Albert Heijn Zaanlander        | 61             |
| 10             | Carla Ketellapper-Zielman | Nederland      |                                     | 56             |

### Club-assistent Brabantcup
Mannen
| Algemene stand | Algemene stand    | Algemene stand | Algemene stand                  | Algemene stand |
| Nr.            | Naam              | Nationaliteit  | Ploeg                           | Totaal         |
| -------------- | ----------------- | -------------- | ------------------------------- | -------------- |
| 1              | Evert Hoolwerf    | Nederland      | Team Reggeborgh                 | 71,1           |
| 2              | Harm Visser       | Nederland      | Jumbo-Visma                     | 55,2           |
| 3              | Christian Haasjes | Nederland      | Bouwselect / De Haan Westerhoff | 39             |
| 4              | Jeroen Janissen   | Nederland      | OKAY/Interfarms                 | 39             |
| 5              | Robert Post       | Nederland      | Jumbo-Visma                     | 33             |
| 6              | Niels Overvoorde  | Nederland      | Sportchaletviehhofen.at         | 32             |
| 7              | Bart Vreugdenhil  | Nederland      | Talentenploeg                   | 32             |
| 8              | Daan Gelling      | Nederland      | Royal A-ware                    | 31             |
| 9              | Luc ter Haar      | Nederland      | Bouwselect / De Haan Westerhoff | 30             |
| 10             | Bart Swings       | België         | OKAY/Interfarms                 | 26             |

Vrouwen
| Algemene stand | Algemene stand         | Algemene stand | Algemene stand                      | Algemene stand |
| Nr.            | Naam                   | Nationaliteit  | Ploeg                               | Totaal         |
| -------------- | ---------------------- | -------------- | ----------------------------------- | -------------- |
| 1              | Esther Kiel            | Nederland      | BDM / BTZ                           | 69,1           |
| 2              | Arianna Pruisscher     | Nederland      | Team Albert Heijn Zaanlander        | 52,1           |
| 3              | Tessa Snoek            | Nederland      | VGR Sport / Vreugdenhil Dairy Foods | 51             |
| 4              | Lianne van Loon        | Nederland      | KNSB Inline Selectie                | 47             |
| 5              | Loesanne van der Geest | Nederland      | PGM Bakker                          | 47             |
| 6              | Elsemieke van Maaren   | Nederland      | BDM / BTZ                           | 40             |
| 7              | Dieuwertje van Kalken  | Nederland      | Turner                              | 36             |
| 8              | Maaike Verweij         | Nederland      | Team Albert Heijn Zaanlander        | 28             |
| 9              | Sofia Schilder         | Nederland      | Van Ramshorst Renault               | 27             |
| 10             | Beau Wagemaker         | Nederland      | PMG Bakker                          | 26             |

### Vierdaagse natuurijs
Mannen
| Algemene stand | Algemene stand     | Algemene stand | Algemene stand                  | Algemene stand |
| Nr.            | Naam               | Nationaliteit  | Ploeg                           | Punten         |
| Nr.            | Naam               | Nationaliteit  | Ploeg                           | Totaal         |
| -------------- | ------------------ | -------------- | ------------------------------- | -------------- |
| 1              | Harm Visser        | Nederland      | Jumbo-Visma                     | 53,1           |
| 2              | Christian Haasjes  | Nederland      | Bouwselect / De Haan Westerhoff | 48             |
| 3              | Niels Overvoorde   | Nederland      | Sportchaletviehhofen.at         | 38             |
| 4              | Luc ter Haar       | Nederland      | Bouwselect / De Haan Westerhoff | 38             |
| 5              | Lars Woelders      | Nederland      | OKAY/Interfarms                 | 36             |
| 6              | Evert Hoolwerf     | Nederland      | Team Reggeborgh                 | 32,1           |
| 7              | Homme Jan de Groot | Nederland      | Bouwselect / De Haan Westerhoff | 31             |
| 8              | Peter Michael      | Nieuw-Zeeland  | A6.nl-KMC                       | 29             |
| 9              | Jordy Harink       | Nederland      | Royal A-ware                    | 26             |
| 10             | Daan Gelling       | Nederland      | Royal A-ware                    | 21             |

Vrouwen
| Algemene stand | Algemene stand       | Algemene stand | Algemene stand                      | Algemene stand |
| Nr.            | Naam                 | Nationaliteit  | Ploeg                               | Punten         |
| Nr.            | Naam                 | Nationaliteit  | Ploeg                               | Totaal         |
| -------------- | -------------------- | -------------- | ----------------------------------- | -------------- |
| 1              | Marijke Groenewoud   | Nederland      | Team Albert Heijn Zaanlander        | 55,2           |
| 2              | Lianne van Loon      | Nederland      | KNSB Inline Selectie                | 44             |
| 3              | Esther Kiel          | Nederland      | BDM / BTZ                           | 44             |
| 4              | Tessa Snoek          | Nederland      | VGR Sport / Vreugdenhil Dairy Foods | 35             |
| 5              | Beau Wagemaker       | Nederland      | PMG Bakker                          | 32             |
| 6              | Janne Berkhout       | Nederland      | Van Ramshorst Renault               | 29             |
| 7              | Pien van den Bos     | Nederland      | Wokke Vastgoed                      | 26             |
| 8              | Elsemieke van Maaren | Nederland      | BDM / BTZ                           | 25             |
| 9              | Yvonne Nauta         | Nederland      | A6.nl-KMC                           | 24             |
| 10             | Evi Gelling          | Nederland      | Turner                              | 22             |

## Andere wedstrijden (niet georganiseerd door de KNSB)
| Datum      | Plaats | Wedstrijd                                        | Winnaar mannen | Winnaar vrouwen    |
| ---------- | ------ | ------------------------------------------------ | -------------- | ------------------ |
| 20 januari | Leest  | Open Vlaams Kampioenschap marathonschaatsen 2024 | Tom Mulder     | Annelies Van Miert |

Marathon Cup 1 · 
Marathon Cup 2 · 
Marathon Cup 3 ·
Marathon Cup 4 · 
Marathon Cup 5 · 
Marathon Cup 6 · 
Marathon Cup 7 · 
Marathon Cup 8 · 
Staatsloterij Schaatsmarathon · 
Marathon Cup 9 · 
NK kunstijs · 
Marathon Cup 10 · 
Eerste schaatsmarathon op natuurijs · 
Tweede schaatsmarathon op natuurijs · 
Marathon Cup 11 · 
Marathon Cup 12 · 
Grand Prix 1 · 
Open NK natuurijs · 
Grand Prix 2 · 
Grand Prix 3 ·
Marathon Cup 13 ·
Marathon Cup 14 · 
Grand Prix 4 · 
Grand Prix 5 · 
Grand Prix 6 ·  
Marathon Cup 15
Klassementen: KNSB Cup ·
Jongeren · 
Ploegen ·
Grand Prix ·
Club-assistent Brabantcup ·
Natuurijs vierdaagse
Lijst van schaatsmarathonrijders 2023/2024
 Oranje leiderspak ·
 Rood-wit-blauw leiderspak · 
 Wit leiderspak
Nederlandse kampioenschappen: Kunstijs · Natuurijs · Open
Eindklassementen: KNSB Cup ·
 Jongeren klassement ·
Ploegenklassement ·
Grand prix klassement ·
Natuurijsklassement ·
Natuurvierdaagse ·
Club-assistent Brabantcup
Records en statistieken
Elfstedentocht
Natuurijsklassiekers: De 100 van Eernewoude · 
Amstelmeer Marathon · 
Ronde van Loosdrecht · 
Westland Marathon · 
Driedaagse van Ankeveen · 
Noorder Rondritten · 
Noordwesthoekrit · 
Oldambtrit · 
Hollands Venetiëtocht · 
Ronde van Duurswold · 
Ronde van Skarsterlân · 
Rottemerentocht · 
USA Marathon · 
Veluwemeertocht
Lijst van schaatsmarathons per kunstijsbaan: Alkmaar · Amsterdam · Assen · Breda · Den Haag · Deventer · Dronten · Eindhoven · Enschede · Geleen · Groningen · Haarlem · Heerenveen · Hoorn · Leeuwarden · Nijmegen · Rotterdam · Tilburg · Utrecht
Lijst van schaatsmarathons per natuurijsbaan: Hengelo · Polsbroek · Veenoord ·  Noordlaren · Haaksbergen ·  Winterswijk · Burgum · 
Awards: Marathonschaatser van het Jaar · Willem Poelstra Trofee
1972/1973 ·
1973/1974 ·
1974/1975 ·
1975/1976 ·
1976/1977 ·
1977/1978 ·
1978/1979 ·
1979/1980 ·
1980/1991 ·
1980/1981 ·
1981/1982 ·
1982/1983 ·
1983/1984 ·
1984/1985 ·
1985/1986 ·
1986/1987 ·
1987/1988 ·
1988/1989 ·
1989/1990 ·
1990/1991 ·
1991/1992 ·
1992/1993 ·
1993/1994 ·
1994/1995 ·
1995/1996 ·
1996/1997 ·
1997/1998 ·
1998/1999 ·
1999/2000 ·
2001/2002 ·
2002/2003 ·
2003/2004 ·
2004/2005 ·
2005/2006 ·
2006/2007 ·
2007/2008 ·
2008/2009 ·
2009/2010 ·
2010/2011 ·
2011/2012 ·
2012/2013 ·
2013/2014 ·
2014/2015 ·
2015/2016 ·
2016/2017 ·
2017/2018 ·
2018/2019 ·
2019/2020 ·
2020/2021 ·
2021/2022 ·
2022/2023 ·
2023/2024 ·
2024/2025